# Gornji Potočari
Gornji Potočari (en serbe cyrillique : Горњи Поточари) est un village de Bosnie-Herzégovine. Il est situé dans la municipalité de Srebrenica et dans la république serbe de Bosnie. Selon les premiers résultats du recensement bosnien de 2013, il compte 301 habitants.

## Démographie

### Répartition de la population par nationalités (1991)
En 1991, le village comptait 896 habitants, tous Musulmans (Bosniaques).

### Communauté locale
En 1991, Gornji Potočari faisait partie de la communauté locale de Potočari qui comptait 4 373 habitants, répartis de la manière suivante :